# Derechos de las mujeres durante el franquismo y la Transición
Los derechos de las mujeres en la España franquista (1939-1975) y la transición democrática (1975-1985) fueron limitados. El régimen franquista implementó inmediatamente medidas draconianas que incapacitaban legalmente a las mujeres, convirtiéndolas en dependientes de sus maridos, padres o del Estado. Las reformas moderadas no comenzaron hasta la década de 1960 y las más drásticas tuvieron lugar tras la muerte de Franco en 1975 y la consiguiente transición democrática.
La libertad de asociación era un derecho negado a las mujeres. Franco prohibió todos los sindicatos y partidos políticos tras llegar al poder en 1938. Los grupos de mujeres y las organizaciones feministas no empezaron a surgir hasta la década de 1960. Fue en 1964 cuando se empezó a haber una mayor libertad de asociación, pero el verdadero cambio no se produjo hasta 1978, cuando la ley cambió para permitir la existencia legal de asociaciones feministas. Un año antes, en 1977, se permitió la creación legal de sindicatos. Durante el franquismo, la censura afectaba tanto a la representación de la mujer en los medios de comunicación como a la producción de las escritoras. Había formas de evitarla, pero la censura seguía afectando negativamente a gran parte del trabajo de las mujeres y primeras feministas españolas. Las oportunidades laborales de las mujeres en el periodo franquista estaban muy limitadas. Necesitaban el permiso de sus tutores varones para trabajar y había muchos trabajos de los que estaban legalmente excluidas. Las reformas legales en torno a este sistema no empezaron a producirse hasta la década de 1960 como consecuencia de las necesidades económicas.
Tras la muerte de Franco, mujeres y feministas siguieron con gran interés el proceso de creación de una nueva constitución española y a pesar de haber sido un grupo fuertemente reprimido durante el régimen, quedaron completamente excluidos del proceso. Las decisiones sobre los derechos de la mujer se ignoraron, se utilizaron como capital político o se dejaron para más adelante. Sólo en la parte final del proceso participó una mujer, María Teresa Revilla, de UCD. En 1981, Soledad Becerril fue nombrada ministra del Gobierno español. Fue la primera mujer ministra en España desde la Segunda República Española.

## Historia
Los pilares para una Nueva España en el franquismo fueron el nacionalsindicalismo y el nacionalcatolicismo. El franquismo supuso una regresión extrema en los derechos de las mujeres, de manera que no tenían derechos y su situación era más regresiva que la de las mujeres en la Alemania nazi bajo Hitler,pero sí tenían obligaciones civiles y no responsabilizarse de ellas era considerado un delito. Muchas de las leyes impuestas por el régimen tenían sus raíces en las leyes españolas del siglo XIX y trataban a las mujeres como si su sexo fuera una discapacidad. El estatus legal de las mujeres en muchos casos volvió al estipulado en el Código napoleónico que se había instalado por primera vez en la legislación española cuando, en 1889, se promulgó el Código Civil de España. El período posterior a la guerra civil vio el regreso de leyes que convertían a las mujeres en personas tuteladas. Dependían de sus maridos, padres y hermanos para poder trabajar fuera de casa. Necesitaban permiso para realizar actividades básicas, entre ellas, solicitar un empleo, abrir una cuenta bancaria o salir de viaje. La ley durante el franquismo permitía a los maridos matar a sus esposas si las sorprendían en un acto de adulterio. Toda la legislación aprobada en España entre 1936 y 1941 que no hubiera sido decretada por Franco fue derogada en 1941.
Pilar Primo de Rivera fue considerada por muchos dentro del régimen como una pieza fundamental para conseguir que Franco suavizara las restricciones impuestas a las mujeres durante los años 50 y 60. En 1969, en el congreso de la Federación Internacional de Mujeres de Carreras Jurídicas, María Telo Núñez presentó en Madrid una ponencia sobre los derechos de la mujer en el Código Civil español. Esta presentación inspiró la creación, en 1971, de la Asociación Española de Mujeres Juristas. El objetivo de la agrupación era reformar el derecho de familia, lo que se hizo con los cambios del 2 de mayo de 1975.
La intención de organizar el Año Internacional de la Mujer fue anunciada por la Organización de las Naciones Unidas en 1972. La Sección Femenina lanzó entonces una campaña política para ser la organización de referencia para los planes de Naciones Unidas en torno a la mujer. A falta de otra organización capaz de hacerlo, el Gobierno aceptó y publicó su decisión en el Decreto 950/1974. El régimen siguió con declaraciones sobre planes para reformar o eliminar leyes que incapacitaban a las mujeres.
El Gobierno de Carlos Arias Navarro dijo en 1974, en vísperas del Año Internacional de la Mujer, que España necesitaba un «genuino y provechoso feminismo español», un feminismo que tuviera orígenes españoles y estuviera libre de influencias extranjeras. No debía proceder de «comunidades de tradiciones bien diferenciadas a las nuestras o que se encuentran en un estado de desarrollo muy distinto». Es probable que Arias Navarro estuviera indicando su apoyo a Sección Femenina y no a otras cualificadas feministas españolas de la época como Mercedes Formica y María Ángeles Durán. Con motivo del Año de la Mujer, el Gobierno creó ocho comisiones para investigar la situación de la mujer española. Fueron: «El Año Internacional de la Mujer en las Naciones Unidas y en los organismos internacionales», «Análisis de la situación de la mujer inadaptada y marginada», «Mujer y asistencia social», «Mujer y trabajo», «Mujer en la educación y en la cultura», «Mujer en el desarrollo socioeconómico», «La mujer y la familia» y «La mujer en la comunidad cívico-social y política». El Gobierno utilizó los informes de estas comisiones para elaborar dos informes que se publicaron en 1975. Fueron La situación de la mujer en España y Memoria del Año Internacional de la Mujer. La abogada María Telo jugó un papel importante en la flexibilización jurídica de las restricciones para las mujeres en mayo de 1975. El régimen permitió el levantamiento de restricciones como parte de sus intentos de cambiar su imagen internacional a la luz del Año Internacional de la Mujer de las Naciones Unidas de 1975.
Aunque se habían producido reformas moderadas hasta antes de la muerte de Franco, en el momento de su muerte las mujeres seguían careciendo de una serie de derechos. Esto incluía la capacidad de conseguir un trabajo sin permiso del padre o marido, abrir su propia cuenta bancaria, poseer propiedades a su nombre sin permiso de su padre o marido, obtener un pasaporte sin permiso o viajar sin permiso.
En la época inmediatamente posterior al franquismo, las feministas consiguieron despenalizar el adulterio, el divorcio, el aborto antes de los tres meses y algunas formas de control de la natalidad. El tratamiento de los derechos de las mujeres en la transición democrática puso a España en línea con otros gobiernos europeos de la época. La influencia europea fue positiva en este período en términos de asegurar que el debate sobre los derechos de las mujeres tuviera lugar.

## Asociación
El régimen franquista prohibió todos los partidos políticos y sindicatos en 1938. La única organización permitida era Falange, fundada por José Antonio Primo de Rivera en 1933. Esta prohibición incluía tanto a la Unión General de Trabajadores (UGT) como al Partido Socialista Obrero Español (PSOE).
La Ley de Orden Público de 1959 se creó para impedir que la gente protestara castigando económicamente a los organizadores de las protestas. Se podían imponer multas de hasta 500.000 pesetas por celebrar protestas no autorizadas. La ley tuvo un efecto amedrentador sobre quienes pretendían expresar su oposición al régimen. Como consecuencia de esta ley, en diciembre de 1963 se creó el Tribunal de Orden Público (TOP) con la intención de castigar a cualquier persona o asociación que alterara el orden público. Esto incluía paros laborales y huelgas, así como cualquier intento de bloquear las vías públicas o desobedecer a los funcionarios públicos que ordenaran a las multitudes que se dispersaran. Las sanciones podían ser impuestas por los alcaldes, los gobernadores civiles, el ministro del Interior y el Consejo de Ministros. Las multas podían incrementarse en un 50% si los presuntos participantes tenían antecedentes policiales o penales. Los sindicatos no estaban permitidos oficialmente en la España franquista, con la excepción nominal de la Organización Sindical Española (OSE), dirigida por Falange. Las mujeres no solían participar en ella. Sin embargo, cuando lo hacían, las mujeres falangistas solían trabajar junto a mujeres socialistas y comunistas y servían como fuente de oposición al régimen.
A partir de la década de 1960, comenzaron a surgir grupos de mujeres y organizaciones feministas, entre ellas, grupos universitarios, asociaciones de mujeres juristas y organizaciones clandestinas de mujeres afiliadas a la política. Las asociaciones de mujeres eran toleradas por el régimen pero no eran completamente legales. Esto cambió cuando en 1964 se permitieron legalmente las asociaciones de mujeres. Las asociaciones feministas se permitieron legalmente a partir de 1978, un año después de que el Partido Comunista de España (PCE) se convirtiera en un partido político legal. En 1974 y 1975, no existían asociaciones de mujeres de pleno derecho, ya que el Gobierno exigía que tuvieran más de 19 miembros y la Iglesia Católica seguía intentando desalentar el reconocimiento oficial de dichas asociaciones. El Movimiento Democrático de Mujeres de Cataluña se reunió por primera vez en 1963. Celebraron su Primera Asamblea General del Movimiento Democrático en 1965 reuniendo a mujeres de toda España para constituir el Movimiento Democrático de Mujeres (MDM). Aunque la organización catalana desapareció en 1969, continuó funcionando principalmente en Madrid, Galicia y Valencia. El Partido Feminista no se legalizó hasta 1981. Se había constituido legalmente en 1979, pero careció del reconocimiento legal del gobierno como partido político hasta dos años después.
La muerte de Franco en 1975 permitió a las mujeres salir a la luz pública sin necesidad de permanecer en la clandestinidad. Esto condujo a la creación masiva de organizaciones feministas.
La reforma política emprendida por el presidente del gobierno Adolfo Suárez incluyó la aprobación de la libertad de asociación sindical. Esto supuso en la práctica la desaparción de los sindicatos franquistas. Paradójicamente, Adolfo Suárez había sido Ministro-Secretario General del Movimiento hasta su nuevo nombramiento. El 8 de octubre de 1976 el Gobierno de Suárez aprobó la creación de la Administración Institucional de Servicios Socioprofesionales (AISS), organismo autónomo dependiente de la Presidencia del Gobierno en el que se integraba la estructura sindical que asumió la propiedad y gestión del patrimonio inmobiliario de la Organización Sindical Española y de todos sus archivos. El 1 de abril de 1977, se reconoció definitivamente el derecho de asociación y un Real Decreto de 2 de junio de ese mismo año, extinguió la afiliación sindical obligatoria.

## Censura
La censura se convirtió en una nueva realidad para muchas escritoras en la España franquista. Las editoriales estaban sujetas al control gubernamental. La Iglesia Católica ejercía una gran influencia en lo que se permitía publicar. Las representaciones de mujeres fueron censuradas por los medios de comunicación en la España franquista. El suicidio, el aborto, la desnudez, el consumo de drogas, el alcohol y el alcoholismo eran considerados temas tabú que merecían la censura del régimen. A partir de 1962, la censura en toda España comenzó a relajarse oficialmente. Cuatro años más tarde, en 1966, se produjeron más cambios para suavizarla.
Una de las formas que tenían los periodistas de sortear la censura era evitar la crítica directa a Franco y a los militares. Académicos como Michael Ugarte sugieren que la censura puede haber sido ventajosa para algunos escritores, ya que requería "afilar las herramientas tradicionales del escritor: ironía, alusión, ambigüedad, asociación, significación múltiple y otros dispositivos que mejoran la sofisticación de la escritura y la recepción de la misma por parte del lector".
Las revistas infantiles y femeninas fueron fuertemente censuradas por el régimen franquista. Entre las autoras que se enfrentaron a la censura se encontraban escritoras extranjeras como Nadine Gordimer, Marguerite Duras, Doris Lessing, Dacia Maraini, Mary McCarthy, Carson McCullers, Nathalie Sarraute y Mary Wollstonecraft. Los escritos de Frederica Montseny y Dolores Ibárruri fueron, especialmente, el blanco de los censores y el régimen también se ensañó con ambas mujeres, que habían huido al extranjero por su propia seguridad. A pesar de sus inclinaciones izquierdistas, Carmen Conde tuvo cuidado de intentar representar a todas las víctimas de la Guerra civil española en la edición en español de 1967 de Mientras los hombres mueren en el volumen Obra poética para evitar la posibilidad de que el Gobierno censurara su obra.
A pesar del levantamiento de la censura, muchos textos traducidos continuaron conteniendo versiones censuradas hasta bien entrada la década de 2010. Esto incluye la película Mogambo de 1953, con Grace Kelly y Clark Gable que, en su versión doblada al español, se sustituyó a marido y mujer por dos hermanos para evitar representar el adulterio en la película y se eliminaron partes enteras. Esta censura sigue existiendo en las versiones dobladas al español.

## Empleo
La política del régimen franquista con respecto a la mujer supuso un enorme retroceso respecto a las políticas de la República, ya que se propuso imponer el modelo tradicional de familia católica basado en la total subordinación de la mujer al marido y reducir de nuevo su espacio al ámbito doméstico tal y como se había proclamado en el Fuero del Trabajo de 1938, con el fin de «liberar a la mujer casada del taller y de la fábrica». Esto dificultó el acceso de las mujeres a la educación y a la vida vocacional y profesional y abolió o restringió sus derechos tanto en el ámbito público como en el privado. Un ejemplo fue la vuelta de Franco al Código Civil de 1889 y a la antigua Ley de Enjuiciamiento Criminal que sancionaban la inferioridad jurídica de la mujer.
En la década de 1940, las mujeres tenían prohibidas varias profesiones. Entre ellas figuraban las de magistrada, diplomática, notaria, funcionaria de aduanas, agente de bolsa y médico de prisiones. Esto se debía a que el principal trabajo de las mujeres era el de ama de casa. Se pusieron numerosos obstáculos al trabajo de las mujeres, especialmente a las casadas, y se impusieron restricciones a su inscripción en los registros de colocación y a la autorización del marido para ser contratadas. Además, numerosas ordenanzas laborales estipulaban que la mujer en cuanto contrajera matrimonio debía abandonar su puesto de trabajo, siendo compensada con una dote. El llamado «plus familiar», establecido en 1945, era una ayuda económica cuyo fin era «fortalecer la familia y su tradición cristiana, sociedad perfecta y fundamento de la Nación». Además, se impedía por ley el acceso de la mujer a gran parte de los cuerpos de la administración pública, especialmente a los superiores, como abogada del Estado, juez, fiscal, diplomática, registradora de la propiedad, notaria, inspectora de trabajo, agente de cambio y bolsa, etc.
En 1961 se prohibió la discriminación en el empleo por razones de género, con excepciones para la judicatura, las fuerzas armadas y la marina mercante.  Las reformas también supusieron que se garantizara legalmente a las mujeres el mismo salario que a sus homólogos masculinos. Esto se hizo con la Ley sobre Derechos Políticos, Profesionales y de Trabajo de 22 de julio de 1961. Una reforma legal de 1963 supuso que los empresarios ya no podían despedir a las mujeres por estar casadas. No obstante, la ley seguía exigiendo que las mujeres obtuvieran el permiso del marido antes de empezar a trabajar.

## Constitución española de 1978 y transición democrática

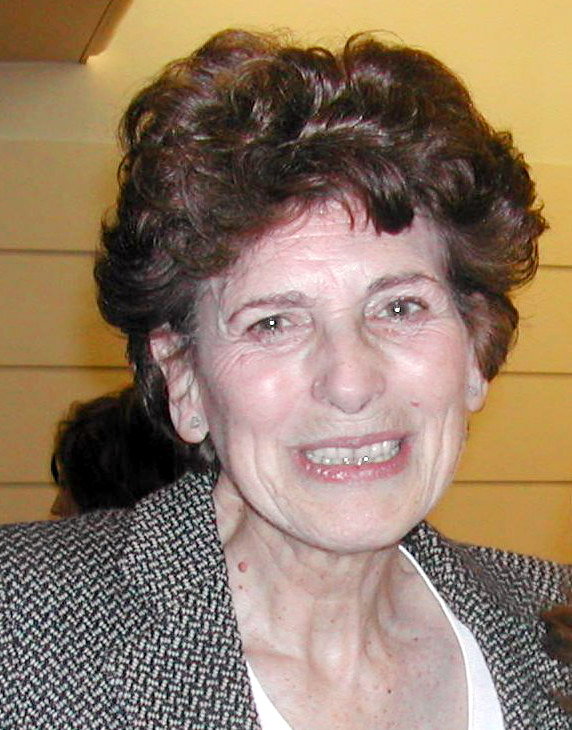
Teresa Revilla en enero de 2006

Franco murió en 1975. A esto le siguió un período de transición, que incluyó la creación de la Constitución española de 1978. Este documento devolvió a España ser un país en el que se garantizaba a las mujeres la plena igualdad de derechos ante la ley. Las reformas del periodo posfranquista supusieron que la Iglesia Católica perdiera oficialidad en el Gobierno, que la mayoría de edad pasara de los 21 a los 18 años y que el matrimonio definiera por igual a hombres y mujeres. Según el artículo 14 de la Constitución española de 1978, todas las personas eran consideradas iguales ante la ley. Prohibía al Estado discriminar por motivos de nacimiento, sexo, religión u opinión política. El artículo 9.2 establece que corresponde a los poderes públicos promover las condiciones para que la libertad y la igualdad del individuo y de los grupos en que se integra sean reales y efectivas».
Las feministas rechazaron mayoritariamente el Referéndum para la Reforma Política del 15 de diciembre de 1976.  En general, no creían que los franquistas fueran capaces de promulgar reformas que beneficiaran a las mujeres. En la Asamblea Constituyente que redactó la Constitución española de 1978, sólo 27 miembros eran mujeres y en la redacción final no participó ninguna mujer. La única mujer involucrada en la comisión de 39 miembros que debatió el proceso constitucional fue María Teresa Revilla de UGT. Revilla dijo del proceso: «La Constitución fue un salto fundamental y decisivo para las mujeres en España. A partir de ahí se empezaron a corregir las desigualdades en las leyes. La mujer empezó a poder ser realmente lo que ella misma conseguía con su esfuerzo (...) Creo que ninguna de las diputadas de aquella legislatura constituyente quedó satisfecha con la regulación de la Corona en cuanto al orden de sucesión. ¿Cómo era posible entonces discriminar a las mujeres en flagrante contradicción con lo que decía el artículo 14 de la propia Constitución? Ni siquiera hoy encuentro razón suficiente».
Las Cortes de 1977 tuvieron que encontrar la manera de conciliar las exigencias de la izquierda recién liberada, que quería reformas como la legalización del aborto y el divorcio, con las de la Iglesia Católica, que se oponía a ambas. La última vez que el Estado había entrado en conflicto con la Iglesia había sido en 1931, con la fundación de la Segunda República y nadie quería que se reanudara la violencia política.
El 22 de mayo de 1978, cuatro diputados de la Unión de Centro Democrático (UCD) y cuatro diputados socialistas se reunieron en un restaurante de Madrid para intentar llegar a un compromiso sobre el tratamiento en la Constitución de cuestiones importantes relacionadas con, entre otros asuntos, el divorcio y el aborto. Los diputados de UCD acudieron a la reunión tras haber consultado a sus homólogos del PCE y catalanes y haber obtenido su aprobación para estas conversaciones. Todos estuvieron de acuerdo en que era un paso necesario para evitar una ruptura en el proceso de redacción de una nueva constitución. Alianza Popular quedó al margen de la negociación.Una de las razones por las que UCD entró en declive tras las elecciones de 1977 fue que el partido se vio obligado a tomar posiciones en temas principales del momento como el divorcio, el aborto y el uso de dinero público para escuelas privadas.
En el primer borrador de la Constitución, tanto el PSOE como el PCE apoyaron la legalización del aborto y el divorcio. UCD apoyó la legalización del divorcio, pero en una fecha posterior se opuso. Coalición Popular se opuso tanto a la legalización del aborto como al divorcio. Se llegó a un compromiso sobre el divorcio, según el cual, la cuestión se abordaría en leyes posteriores a través del texto del artículo 32.2, que decía: «la ley regulará las formas de matrimonio... [y] las causas de separación y de divorcio». No se pudo llegar a un acuerdo sobre el aborto y hubo que incluir en el artículo 15 un ambiguo texto por insistencia de UCD y Coalición Popular: «todos tienen derecho a la vida» para poder dejar la puerta abierta a su ilegalización.
Los grupos feministas observaron con preocupación el proceso de creación de una nueva constitución española. El 6 de diciembre de 1978, varios grupos presentaron al presidente de las Cortes, Antonio Hernández Gil, una lista de sus preocupaciones al respecto. Entre los firmantes había mujeres miembros de Unión de Centro Democrático (UCD), Partido Socialista Obrero Español (PSOE), Partido Comunista (PC), Movimiento Democrático de Mujeres (MDM), Asociación Democrática de la Mujer-Partido del Trabajo (ADM-PT) y de la Organización Revolucionaria de Trabajadores-Unión Libre de Mujeres (ORT-ULM). Querían que la constitución comprometiera al Gobierno a incorporar a las mujeres al mundo laboral, que el matrimonio se basara en la igualdad de los cónyuges, que los matrimonios pudieran disolverse por consentimiento mutuo de cualquiera de los cónyuges, que cada mujer tuviera derecho a decidir cuántos hijos tendría y que las mujeres tuvieran acceso a métodos anticonceptivos. Estas mujeres se oponían al artículo 15, que decía que «todos tienen derecho a la vida», ya que consideraban que podía interpretarse como una protección a los fetos.  Sus temores se harían realidad el 11 de abril de 1985, cuando esta redacción constitucional se utilizó para declarar ilegal una ley del aborto.
El Partido Nacionalista Vasco se opuso a la nueva Constitución española de 1978 alegando que era una constitución española. En 1981, Soledad Becerril fue nombrada ministra del Gobierno de España. Fue la primera mujer ministra en España desde la Segunda República Española.